# Siliquamomum alcicorne
Siliquamomum alcicorne ist eine Pflanzenart aus der Gattung Siliquamomum  innerhalb der Familie der Ingwergewächse (Zingiberaceae). Sie kommt im zentralen Vietnam vor.

## Beschreibung

### Vegetative Merkmale
Siliquamomum alcicorne wächst als ausdauernde, krautige Pflanze, die Wuchshöhen von bis zu 2 Metern erreichen kann. Die nur flach unter der Erde verlaufenden, verzweigten, innen cremeweißen und außen violett bis schwarz getönten Rhizome sind bis zu 2 Zentimeter dick und außen mit Schuppen bedeckt. Sie verströmen einen leichten, wohlriechenden und an Zimt und Campher erinnernden Geruch. Die papierartigen Schuppen sind braun bis schwarz gefärbt. Das Rhizom ist zwischen den einzelnen Stängeln bzw. „Pseudostämmen“ etwa 3 bis 5 Zentimeter lang. Von jedem Rhizom gehen mehrere, einen lockeren Horst bildende Sprossachsen ab welche bis in eine Höhe von 20 bis 45 Zentimeter über den Boden keine Blätter aufweisen. An der Basis haben die Stängel drei bis fünf grüne, unbehaarte Blattscheiden mit dunklen, fast schwarzen Rändern. Die dunkelbraunen bis schwarzen, papierartigen und leicht vergänglichen, kahlen Blatthäutchen werden 0,2 bis 0,3 Zentimeter lang; ihr oberes Ende ist zweifach gelappt.
Jeder Stängel besitzt acht bis elf Laubblätter. Diese sind in Blattstiel und Blattspreite gegliedert. Der Blattstiel ist unscheinbar. Die einfache Blattspreite ist bei einer Länge von bis zu 40 Zentimetern sowie einer Breite von bis zu 9 Zentimetern annähernd elliptisch bis elliptisch mit spitz zulaufender Blattbasis und ebenfalls spitz zulaufenden oberen Ende. Die glänzende und grünlich schimmernde sowie unbehaarte Blattoberseite ist dunkelgrün während die ebenfalls kahle Blattunterseite etwas heller gefärbt ist. Die Blattränder sind ganzrandig.

### Generative Merkmale
Die genaue Blütezeit von Siliquamomum alcicorne ist noch nicht bestimmt worden, es wurden blühende Exemplare im frühen März bis in den April hinein gefunden, jedoch lassen zu jener Zeit teilweise bereits entwickelte Früchte auf einen möglichen Beginn der Blütezeit im Januar schließen. Endständig, auf einem bis zu 15 Zentimeter langen, hellgrünen, bereiften und unbehaarten sowie von den Blattscheiden umschlossenen Blütenstandsschaft befindet sich ein schlaff hängender, thyrsusartiger Blütenstand, in dem die sieben bis zehn Blüten dicht zusammen stehen. Die hellgrünen und außen kahlen Tragblätter an der Basis des Blütenstandes sind bei einer Länge von rund 9 Zentimetern sowie einer Breite von etwa 3,7 Zentimetern bootförmig mit stachelspitzigen, etwa 0,4 Zentimeter langen oberen Ende. Sie fallen bereits nach kurzer Zeit ab und hinterlassen halbkreisförmige Narben am Blütenstandsschaft. Die stark zurück gebildeten oder komplett fehlenden Tragblätter der fertilen Blüten sind weißlich grün gefärbt und fallen bereits nach kurzer Zeit ab. Deckblätter fehlen.
Die zwittrigen, etwa 7 bis 8 Zentimeter langen Blüten sind zygomorph und dreizählig mit doppelten, weißen Perianth und stehen an einem 0,3 bis 0,6 Zentimeter langen und rund 0,1 Zentimeter dicken, hellgrünen und kahlen Blütenstiel. Die drei durchscheinenden, weißen und außen unbehaarten Kelchblätter sind fassartig miteinander verwachsen und sind mit einer Länge von etwa 2,6 bis 3 Zentimeter sowie einer Breite von rund 1,3 Zentimeter länger als die Kronröhre. Auf einer Seite ist die Kelchröhre etwa 0,9 bis 1,1 Zentimeter tief gespalten. Sie sind dreifach gezähnt, wobei die Kelchzähne 0,7 bis 1 Zentimeter lang sind. Die drei cremeweißen Kronblätter sind zu etwa 1,4 Zentimeter langen und kahlen Kronröhre verwachsen. Es sind drei cremeweiße und unbehaarte Kronlappen vorhanden. Der mittlere Kronlappen ist bei einer Länge von circa 2,8 Zentimetern sowie einer Breite von rund 2 Zentimeter breit elliptisch geformt. Die beiden seitlichen Kronlappen sind bei einer Länge von etwa 2,7 Zentimetern sowie einer Breite von rund 1,7 Zentimetern etwas schmäler und sind elliptisch geformt. Nur das mittlere der bis zu 2,2 Zentimeter langen Staubblätter des inneren Kreises ist fertil. Das fertile Staubblatt besitzt einen etwa 0,3 Zentimeter langen und ebenso breiten, an der Rückseite spärlich behaarten, grünlich weißen Staubfaden. Die an der Rückseite grünlichen bis cremeweißen sowie an der Spitze gelben Staubbeutel sind rund 1,8 Zentimeter lang sowie 0,55 bis 0,6 Zentimeter breit. Die Staminodien des inneren Kreises sind zu einem Labellum mit abgerundeten oberen Ende sowie gekräuselten Rändern verwachsen. Das etwa 3,2 Zentimeter lange und rund 2,4 Zentimeter breite Labellum ist schwefelgelb mit einem dunkelgrünen Fleck am oberen Ende; es ist in der Mitte der Oberseite mit einigen, drüsigen Haaren besetzt. Die seitlichen, grünlichen bis schwefelgelben und kahlen Staminodien sind bei einer Länge von etwa 2,4 Zentimetern sowie einer Breite von circa 0,8 Zentimetern länglich-verkehrt-eiförmig mit abgerundeter Spitze geformt und sind in ihren unteren zwei Dritteln mit dem Labellum verwachsen. Drei Fruchtblätter sind zu einem dreikammerigen, grünen, unbehaarten und bei einer Länge von 2 bis 2,5 Zentimetern sowie einem Durchmesser von etwa 0,25 bis 0,4 Zentimetern annähernd zylindrischen Fruchtknoten verwachsen. Der etwa 3,5 Zentimeter lange, weiße Griffel ist unbehaart sowie in der unteren Hälfte mit der Kronröhre verwachsen und endet in einer etwa 0,18 Zentimeter langen, keulenförmigen Narbe mit bewimperter Spitze.
Die grünen Kapselfrüchte werden bis zu 20 Zentimeter lang und rund 1 Zentimeter dick. Sie enthalten zahlreiche rostbraune Samen, welche 0,7 bis 1 Zentimeter lang sind und einen cremefarbenen bis hellbraunen Arillus aufweisen.

## Vorkommen
Das natürliche Verbreitungsgebiet von Siliquamomum alcicorne liegt im zentralen Vietnam. Es umfasst soweit bisher bekannt zwei Standorte in dem in der Provinz Kon Tum gelegenen Distrikt Kon Plông. Die Art gedeiht in Höhenlagen von 1100 bis 1300 Metern wo sie an Hängen in immergrünen Wäldern sowie entlang von flachen Fließgewässern wächst.

## Taxonomie
Die Erstbeschreibung als Siliquamomum alcicorne erfolgte 2014 durch Jana Leong-Škorničková und Trần Hữu Đăng in Garden´s Bulletin Singapore, Band 66, Nummer 1, Seite 40. Das Artepitheton alcicorne verweist auf die über den Staubbeutel hinausreichende Verbindung zwischen den beiden Staubbeutelhälften, welche die Erstautoren in ihrer Form an das Geweih eines Elches (Alces alces) erinnerte.